# Neovulturnus montanus
Neovulturnus montanus är en insektsart som beskrevs av Evans 1937. Neovulturnus montanus ingår i släktet Neovulturnus och familjen dvärgstritar. Inga underarter finns listade i Catalogue of Life.